# Хапаева, Дина Рафаиловна
Ди́на Рафаи́ловна Хапа́ева (род. 5 февраля 1963) — российский историк и социолог, заместитель директора Смольного института свободных искусств и наук по научной работе (до 2009 года), директор Смольного коллегиума. Кандидат исторических наук.

## Биография
Выпускница кафедры истории Средних веков исторического факультета ЛГУ.
Защитила кандидатскую диссертацию «Урбанистические процессы в Античной Греции по данным Страбона и Павсания I—II век н. э.».
- В 1991—92 гг. — приглашённый исследователь Кентерберийского университета.
- В 1993—95 гг. — приглашённый исследователь Дома наук о человеке (Париж).

До 2009 года работала в Смольном институте свободных искусств и наук с момента его основания. Читала курсы по историографии, по интеллектуальной истории России и Франции, по истории интеллектуалов, а также курсы, посвященные восприятию исторического времени и наследию Просвещения в современном мире.
Работала в Хельсинкском университете. В настоящее время является преподавателем в Технологическом институте Джорджии (г. Атланта, США), с 2012 года — декан факультета современных языков.
Переводчик книги П. Нора «Франция — память» (1999).
Муж — историк и философ Николай Копосов (род. 1955).

## Критика работ
В книге «Занимательная смерть» рецензент отмечает многочисленные фактические ошибки, касающиеся произведений популярной культуры: так, согласно Хапаевой, в мире «Властелина колец» отсутствуют люди. Ответ Дины Хапаевой редакции журнала "Горький" можно прочесть здесь.

## Основные работы
Монографии
- Время космополитизма. Очерки интеллектуальной истории. — СПб: Звезда, 2002.
- Герцоги республики в эпоху переводов. Гуманитарные науки и революция понятий. — М.: Новое литературное обозрение, 2005. — 264 с. — ISBN 5-86793-407-1.
- Готическое общество. Морфология кошмара. — М.: Новое литературное обозрение, 2008. — 152 с. — Серия: Библиотека журнала «Неприкосновенный Запас». — ISBN 978-5-86793-587-0.
- Кошмар: литература и жизнь. — М.: Текст, 2010. — 368 с. — Серия: Коллекция. — ISBN 978-7516-0895-8.
- Занимательная смерть. Развлечения эпохи постгуманизма. — М.: Новое литературное обозрение, 2020. — Перевод с английского Д. Ускова, Л. Житковой. — ISBN 978-5-4448-1185-6.

Статьи
- О превращениях, или Ответ на критику Михаила Габовича и Ильи Кукулина // «Неприкосновенный запас». — 2006. — № 6.
- История беспамятства: советское прошлое в российской современности // Венгерская революция 1956 года. — М.: Журнал «Звезда», 2007. — С. 54-64. — ISBN 978-5-7439-0111-1.
- Очарованные сталинизмом: массовое историческое сознание в преддверии выборов // «Неприкосновенный запас» — 2007. — № 5(55).